# Привіт, Джулі
«Привіт, Джул́і!» (англ. Flipped) — художній фільм 2010 року, режисера Роба Райнера. Оригінальний задум автора — різний погляд дівчинки й хлопчика на одну й ту саму ситуацію в житті, їхні емоції, переживання, формування погляду на світ протягом часу. Головні ролі зіграли Мадлен Керол (Джулі Бейкер) та Каллен МакОліфі (Брайс Лоскі). Герої фільму навчаються в одній школі й переживають разом різні ситуації в житті, які з часом їх зближують.
Прем'єра фільму в США відбулася 6 серпня 2010 року. «Привіт, Джулі!» був створений A TimeWarner Company. Бюджет становив 14 мільйонів доларів США. Слоган фільму: «You never forget your first love».

## Художні персонажі
- Мадлен Керол — Джулі Бейкер. Дівчинка, яка від початку фільму закохується у Брайса Лоскі. Пізніше виявляється, що Брайс і Джулі навчаються в одному класі. Вона всюди переслідує його, через що над Брайсом сміється весь клас. Так продовжується до старших класів, доки Брайс не почав зустрічатися з однокласницею (найстрашнішим ворогом Джулі). Джулі — розумна, мрійлива дівчина із сім'ї, для якої духовний розвиток важливіший, аніж матеріальний.
- Кален МакОліфі — Брайс Лоскі. Хлопчик приїжджає до нового міста, де до нього відразу чіпляється дівчинка, яка декілька років псує йому життя. Над ним починає сміятися весь клас, проте це не заважає йому стати досить популярним серед дівчат. Хлопчик пливе за течією, цікавиться баскетболом. Через деякий час Брайс розуміє, що Джулі йому подобається. Його сім'я, особливо тато, досить цинічні, тому сім'ї складно находять спільну мову.
- Ребекка де Морней — Петсі Лоскі. Мати Брайса, доброзичлива, щира жінка, яка намагається варіювати між цинічним чоловіком, для якого важлива думка суспільства та своїм татом, який переїхав до них через смерть мати Петсі.
- Ентоні Едвардс — Стівен Лоскі. Тато Брайса — кар'єрист, дуже не любить Бейкерів через заздрість до їхньої дружної сім'ї. Для нього важлива думка суспільства більше, ніж духовний розвиток.
- Ейдан Квін — Річард Бейкер. Тато Джулі, художник. Навчає дочку і синів, що потрібно насолоджуватися кожним днем, жити із задоволенням і піклується про кожного члена своєї сім'ї.
- Пенелопа Енн Міллер — Тріна Бейкер. Мати Джулі, хазяйновита, доброзичлива жінка, яка завжди підтримує своїх родичів в усіх їхніх проєктах.